# Atos 3
Atos 3 é o terceiro capítulo dos Atos dos Apóstolos no Novo Testamento da Bíblia. Ele relata um milagre de cura realizado por Simão Pedro e sua pregação no Pórtico de Salomão.

## Manuscritos
Atos 3 foi originalmente escrito em grego koiné e dividido em 26 versículos. Alguns dos manuscritos a conter o texto são:
- Codex Vaticanus (325–350)
- Codex Sinaiticus (330–360)
- Codex Bezae (c. 400)
- Codex Alexandrinus (ca. 400–440)
- Codex Ephraemi Rescriptus (ca. 450)
- Codex Laudianus (ca. 550)

## Estrutura

### Cura do coxo

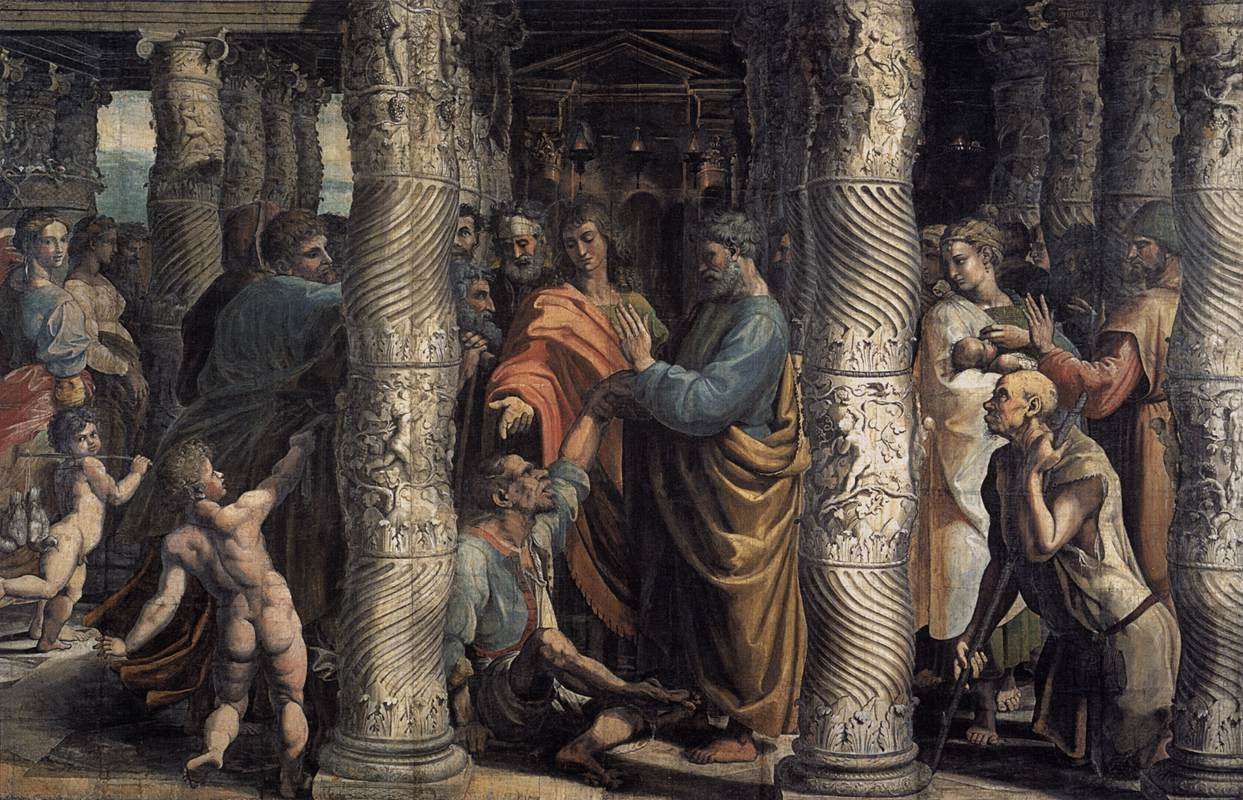
"A cura do coxo", um cartão que mostra o milagre de Pedro em Atos 3. O artista utilizou as colunas salomônicas da Basílica de São Pedro como modelos para as colunas do Templo de Jerusalém.
1515/6. Do estúdio de Rafael, atualmente no Victoria and Albert Museum, em Londres.

Em Atos 3:1–10, o autor de Atos relata um milagre realizado por Pedro quando ele estava, com João, seguindo para o Templo de Jerusalém para a "oração da hora nona". Perto da Porta Formosa estava um coxo pedindo esmolas. Ao pedir aos dois apóstolos, Pedro disse-lhe: «Não tenho prata nem ouro, mas o que tenho, isso te dou; em nome de Jesus Cristo o Nazareno, anda!» (Atos 3:6) Todo o povo que estava ali à volta, impressionado ao ver o conhecido pedinte andando, se juntou à volta do chamado Pórtico de Salomão para ouvir os apóstolos.

### Pórtico de Salomão
A seguir (Atos 3:11–26), Pedro profere o seu segundo sermão preservado nos Atos dos Apóstolos (o primeiro foi o Sermão de Pedro, em Atos 2). Invocando "Deus de Abraão, de Isaque e de Jacó" para atrair a atenção do público judeu que se reunia à sua volta, Pedro novamente reconta a história da crucificação, morte e ressurreição de Jesus, enfatizando o papel que tiveram nos eventos. Depois de afirmar saber "que o fizestes por ignorância, como também as vossas autoridades", conclama a todos a se arrependerem e se converterem para que "seus pecados sejam apagados". Depois, Pedro novamente faz uma referência ao Antigo Testamento citando uma profecia de Moisés e fazendo referência a Samuel, para afirmar que Jesus é aquele que foi previsto para os judeus nas Escrituras.